# Bruine vliegenvanger
De bruine vliegenvanger (Muscicapa dauurica) is een vogelsoort uit de familie van de Muscicapidae (vliegenvangers).

## Kenmerken
Het verenkleed is aan de bovenzijde bruin en aan de onderzijde wit.

## Verspreiding en leefgebied
Deze soort komt voor van centraal en oostelijk Azië tot India en Zuidoost-Azië en telt 3 ondersoorten:
- M. d. dauurica: van centraal Siberië en noordelijk Mongolië tot Sachalin, Japan en Korea.
- M. d. pooensis: van noordelijk Pakistan tot Bhutan, maar ook in centraal en zuidelijk India.
- M. d. siamensis: van zuidoostelijk Myanmar tot noordwestelijk Thailand, maar ook in het zuidelijke deel van Centraal-Vietnam.